# NGC 3806
NGC 3806 (również PGC 36231 lub UGC 6641) – galaktyka spiralna z poprzeczką (SBb), znajdująca się w gwiazdozbiorze Lwa. Odkrył ją Heinrich Louis d’Arrest 21 kwietnia 1862 roku. Jest to galaktyka o niskiej jasności powierzchniowej.